# Dálnice A10 (Francie)
Dálnice A10 ve Francii (francouzsky Autoroute A10), je často nazývaná také L'Aquitaine, protože vede od jižního okraje aglomerace Paříže do Bordeaux a toto město je správním střediskem  regionu Nouvelle-Aquitaine. S 557 kilometry jde o nejdelší dálnici ve Francii, protíná deset departementů a spojuje devět dalších dálnic. Ve filmu Dálnice lámající rekordy je zachycena její rekonstrukce a modernizace. Dálnice je součástí evropských tras E05 (prakticky celá dálnice), dále E11 (u Chartres) a E60 (u Orléans). 

## Výstavba
Její trasa je podobná trase původní národní silnice N10. Výstavba dálnice začala v roce 1960, kdy byl otevřen první kratší úsek začínající ve Wissous (14 kilometrů jižně od Paříže) a vedoucí do Massy (tehdy ještě pod označením C 6). Další úsek na opačném konci dálnice (severně od Bordeaux) mezi Ambarès-et-Lagrave  a Lormont byl otevřen v roce 1967 (původně pod označením A 62). Následovaly dva úseky v necelé polovině trasy, u města Tours: v roce 1968 severní obchvat Tours a v roce úsek 1970 Tours – Chambray-lès-Tours. V roce 1970 byly otevřeny ještě další dva úseky: Massy – Longjumeau, který je pokračováním prvního úseku z roku 1960 (Wissous – Massy), a rovněž Chambray-lès-Tours – Poitiers (sever) – západní obchvat – Poitiers (jih).
Značná část zbylé trasy byla dokončena v letech 1972–1974 : v roce 1972 úsek Longjumeau – Palaiseau (další pokračování části jižně od Paříže) a rovněž úsek Parçay-Meslay – Tours (již třetí úsek u města Tours). V roce 1973 dva na sebe navazující úseky: krátký (cca 10 km) Palaiseau – Les Ulis a navazující více než stokilometrový Les Ulis – Orléans. V roce 1974 pak další navazující úsek Orléans – Parçay-Meslay, dlouhý opět přes sto kilometrů, který navíc propojil severní část dálnice s již dříve vybudovanými úseky jižně. Dále úsek Saint-André-de-Cubzac – Ambarès-et-Lagrave.  
S větším časovým odstupem pak následovaly ještě dva zbývající dlouhé úseky: v roce 1977 necelých sto kilometrů dlouhý úsek Chambray-lès-Tours – Poitiers (sever) a v letech 1980–1981 navazující nejdelší úsek Poitiers – Saint-Maixent-l'Ecole – Saintes – Saint-André-de-Cubzac, kde došlo propojení s úsekem nedaleko Bordeaux, otevřeným již v roce 1974 (Saint-André-de-Cubzac – Ambarès-et-Lagrave). 

## Úseky bez poplatku
Jako ostatní francouzské dálnice, také A10 je zpoplatněna formou mýtného, které je vybíráno podle počtu ujetých kilometrů a dle kategorie vozidla (celkem pět kategorií: motocykly a tříkolky, osobní automobily a tři další kategorie podle hmotnosti a délky vozidla). Pouze následující krátké úseky dálnice A10 jsou bezplatné:
- Mezi A6 a N104 (jižně od Paříže) (14 kilometrů).
- Mezi exity 20 a 22 na obchvatu Tours (5,5 kilometru přes řeku Loiru a její levostranný přítok Cher).
- Mezi N10 u Saint-André-de-Cubzac a křižovatkou s obchvatem Bordeaux (19 kilometrů).

## Rekonstrukce a modernizace
Protože velká část dálnice A10 je v provozu 50 let i více, byla nutná její rekonstrukce a modernizace. V roce 2015 podepsala francouzská vláda plán obnovy dálnic, jehož součástí byla také A10 včetně prodloužení koncese pro společnosti Cofiroute do roku 2034. Mnohé úseky byly jen opraveny, ale na některých velmi frekventovaných byla dálnice rozšířena ze dvou pruhů v každém směru na tři, případně ze tří na čtyři. To si zpravidla vyžádalo také postavení nových širších mostů. 
Např. mezi Les Ulis a Massy byl vytvořen pruhu vyhrazený pro veřejnou dopravu (autobusy a taxíky), který byl otevřen 18. listopadu 2017. V letech 2019 až 2023 byla dálnice A10 mezi městy Tours a Sainte-Maure-de-Touraine rozšířena na 2 × 3 jízdní pruhy, aby se snížily dopravní zácpy, které vznikají hlavně během letních prázdnin. Úsek severně od Orléans v délce 16 kilometrů byl od 14. listopadu 2023 rozšířen na 2 × 4 jízdní pruhy, aby se odstranily dopravní zácpy na tomto úseku, který denně využívá 60 000 vozidel, během letních prázdnin až přes 100 000 vozidel. 

## DokumentDálnice lámající rekordy
Rekonstrukce a modernizace vybraných úseků dálnice A10 je podrobně zdokumentována ve filmu Dálnice lámající rekordy režiséra Alexa Garyho, který Česká televize odvysílala v květnu 2025. Mimo jiné ukazuje opravy mostu přes největší francouzskou řeku Loiru, který byl v době dokončení původní dálnice sám o sobě významným inženýrským dílem. Vzhledem k provozu na tomto úseku dálnice a prakticky nemožnost převést dopravu přes řeku jinudy, bylo zvoleno dost ojedinělé řešení. Byla uzavřena a opravena vždy polovinu mostu, což se podařilo za pouhé čtyři týdny (místo předpokládaných šesti). Dále je zachycena výstavba zcela nového mostu přes údolí Courtineau (který byl nutný kvůli rozšíření dálnice v tomto úseku o další jízdní pruh) nebo stavba nového mostu přes dálnici ze stejného důvodu.
Kromě rekonstrukce dálnice A10 se tento dokument zabývá rovněž výstavbou dálnice A40, která je nazývána dálnicí Titánů, protože vede složitým horským terénem, který si vyžádal výstavbu mnoha mostů a tunelů, často unikátních. Dále je v dokumentu zachycena výstavba Pařížského okruhu, který rovněž kladl vysoké požadavky na dopravní stavitelství.